# Junkers EF 009
Die Junkers EF 009 war ein Entwurf der Junkers-Werke für einen kleinen Jagdeinsitzer, der in der Lage sein sollte, an einer Lafette senkrecht zu starten.

## Geschichte
Das sehr kleine Flugzeug sollte von zehn Triebwerken (wahrscheinlich Raketentriebwerken) angetrieben werden, von denen vier unter dem Rumpf und sechs an der Oberseite kurz vor dem Cockpit vorgesehen waren. Während der Start von einer senkrechten Startrampe aus erfolgen sollte, war die Landung auf einer einziehbaren Bug-Zentralkufe und einer festen Kielflosse vorgesehen. Die Auslegung war sonst konventionell als freitragender Tiefdecker mit kurzen Tragflächen, die eine relativ große Tiefe aufwiesen.
Im Bug sollten versetzt zwei 30-mm-MK-108-Maschinenkanonen untergebracht werden. Dahinter befand sich der Pilot in liegender Stellung, um den hohen Beschleunigungen vor allem beim Start gewachsen zu sein.
Die Reichweite war wegen der vorgesehenen maximalen Triebwerksbrenndauer von sechs Minuten eingeschränkt, als Verwendung war wohl der Objektschutz von potentiellen Punktzielen vorrangig.

## Technische Daten
| Kenngröße             | Daten                                                                                                  |
| --------------------- | --- |
| Besatzung             | 1 |
| Spannweite            | 3,98 m                                                                                                 |
| Länge                 | 4,95 m                                                                                                 |
| Masse                 | 2000 kg                                                                                                |
| Antrieb               | zehn kleine Jumo-X-Raketentriebwerke oder vier Jumo-X-Raketentriebwerke und sechs Pulsstrahltriebwerke |
| Höchstgeschwindigkeit | 950 km/h                                                                                               |
| Bewaffnung            | 2 × 30-mm-MK 108                                                                                       |